# Nuevo Centro de Población
Nuevo Centro de Población är en ort i Mexiko.   Den ligger i kommunen Sayula de Alemán och delstaten Veracruz, i den sydöstra delen av landet, 500 km öster om huvudstaden Mexico City. Nuevo Centro de Población ligger 33 meter över havet och antalet invånare är 144.
Terrängen runt Nuevo Centro de Población är platt. Runt Nuevo Centro de Población är det glesbefolkat, med 10 invånare per kvadratkilometer. Närmaste större samhälle är Almagres, 15,9 km norr om Nuevo Centro de Población. Omgivningarna runt Nuevo Centro de Población är en mosaik av jordbruksmark och naturlig växtlighet.